# Pangrapta incisa
Pangrapta incisa là một loài bướm đêm trong họ Erebidae.